# Jan Sjödin
Jan Olof Börje Sjödin, född 24 september 1934 i Sundsvall, död 27 november 2020 i Stockholm, var en svensk skådespelare.
Sjödin är gravsatt i minneslunden på Kungsholms kyrkogård i Stockholm.

## Filmografi (urval)
- 1965 – Påsk
- 1970 – Aristocats (röst)
- 1975 – Sängkamrater
- 1981 – Pelle Svanslös (röst)
- 1983 – Musse Piggs julsaga (röst)
- 1985 – Pelle Svanslös i Amerikatt (röst)
- 1990 – Bernard och Bianca i Australien (röst)
- 1991 – Kopplingen (TV-serie)
- 1991 – På öppen gata
- 1993 – Pariserhjulet
- 1996 – Att stjäla en tjuv
- 1996 – Jerusalem
- 2000 – Hjälp! Jag är en fisk (röst)

## Teater

### Roller (ej komplett)
| År   | Roll                              | Produktion                                                                                | Regi                            | Teater                   |
| ---- | --------------------------------- | ----------------------------------------------------------------------------------------- | ------------------------------- | ------------------------ |
| 1961 | Prästen Inspektören Nigel Danvers | Ung och grön (Salad Days) Dorothy Reynolds och Julian Slade                               | Frank Sundström Jan Hemmel      | Helsingborgs stadsteater |
| 1961 | Hucklebee                         | Fantasticks (The Fantasticks) Tom Jones och Harvey Schmidt                                | Jackie Söderman Tom Dan-Bergman | Lilla Teatern            |
| 1965 |                                   | Tjuvar, lik och fala qvinnor Dario Fo                                                     | Hans Bergström                  | Helsingborgs stadsteater |
| 1965 | Väbeln                            | Mor Courage och hennes barn (Mutter Courage und ihre Kinder) Bertolt Brecht               | Per Sjöstrand                   | Helsingborgs stadsteater |
| 1966 |                                   | Jeppe på berget (Jeppe paa Bierget) Ludvig Holberg                                        | Gunnar Skar                     | Helsingborgs stadsteater |
| 1966 |                                   | Den tappre soldaten Svejk (Osudy dobrého vojáka Švejka za světové války) Jaroslav Hašek   | Hans Bergström                  | Helsingborgs stadsteater |
| 1966 | Sjukvårdare 2                     | Picknick på slagfältet (Pique-nique en campagne) Fernando Arrabal                         | Hans Bergström                  | Helsingborgs stadsteater |
| 1966 | Gnuas beskyddare                  | Ruzzantes återkomst (Il Parlamento de Ruzante che iera vegnú de campo) Angelo Beolco      | Hans Bergström                  | Helsingborgs stadsteater |
| 1966 | Gatusångaren                      | Harlekin och Colombina (Harlekin og Columbine, eller Klovnen som barnepike) Arne Svenneby | Gunnar Skar                     | Helsingborgs stadsteater |
| 1967 | Häradshövding de Lorche           | Markurells i Wadköping Hjalmar Bergman                                                    | Hans Bergström                  | Helsingborgs stadsteater |
| 1967 | Kaptenen                          | Skälmarnas triumf (Los intereses creados) Jacinto Benavente                               | Lennart Kollberg                | Helsingborgs stadsteater |
| 1967 | Leonard                           | Milda makter (You're a Good Man, Charlie Brown) Clark Gesner                              | Jackie Söderman                 | Idéonteatern             |
| 1990 | Borgaren                          | Carl XII August Strindberg                                                                | Jan Bergman                     | Dramaten                 |